# Білуга (річка)
Білуга — річка в Україні, у Ружинській громаді Бердичівського району Житомирської області та Погребищенській громаді Вінницького району Вінницької області . Ліва притока Самця (басейн Дніпра).

## Опис
Довжина річки 24 км. Висота витоку річки над рівнем моря — 296 м; висота гирла над рівнем моря — 250 м; падіння річки — 46 м; похил річки — 1,92 м/км. Формується з багатьох безіменних струмків та 13 водойм. 
Площа басейну 126 км².

## Розташування
Починається на південному заході від села Зелене. Тече на південний схід в межах сіл Немиринці, Княжики, Сахни, Старостинці, селища Городок. На околиці села Гопчиця впадає у річку Самець, ліву притоку Росі за 9,5 км від її гирла.
За даними Словника гідронімів України, через населені пункти Немиринці, Княжки, Городок, Старостинці і Гопчиця протікала річка Гопчиця, через с. Немиринці — Гнилий, Зелена, ліва притока Росі. Річка Самець зазначена як притока Гопчиці з гирлом у с. Городок[значущість факту?].